# Желивский, Ян
Ян Желивский (1380 — 9 марта 1422, Прага) — чешский религиозный деятель, священник-гусит, проповедник, вождь пражских радикальных гуситов, политический деятель. Организатор и руководитель восстания гуситов в Праге 30 июля 1419, вождь городской бедноты. Приверженец чешского хилиазма.

## Биография
Предположительно, родился в бедной семье. Служил монахом монастыря в Желиве (Юго-восточная Богемии), деревенским священником в местечке Йиржицы на юге страны. До 1418 года, когда он приехал в Прагу и стал проповедником в пражском костёле Святого Стефана, а потом в Церкви Девы Марии Снежной, о нём ничего не известно.
Полностью разделял идеи Яна Гуса, объявил себя продолжателем его дела; кроме того, осуждал богатство и тех, кто им владел. 30 июля 1419 года, обнаружив, что во время богослужения двери костёла Святого Стефана заперты, гуситы взломали их, выгнали из храма священника и всех служащих, разграбили плебанию, после чего Ян Желивский совершил в храме таинство Вечери Господней под двумя видами. Далее процессия во главе с Желивским, неся Святые Дары, направилась к Новоместской ратуше. Ян Желивский возглавил «демонстрацию» пражан, направлявшихся к зданию ратуши, где заседал городской магистрат. В процессии были, главным образом, прихожане его храма. Желивский нёс над толпой чашу для причастия. После того, как в неё кто-то бросил камень, он указал на ратушу, туда ворвалась толпа и выбросила «отцов города» из окон на предварительно поставленные пики и мечи. Кровавая бойня, вошедшая в историю как Первая пражская дефенестрация, стала началом гуситских войн.

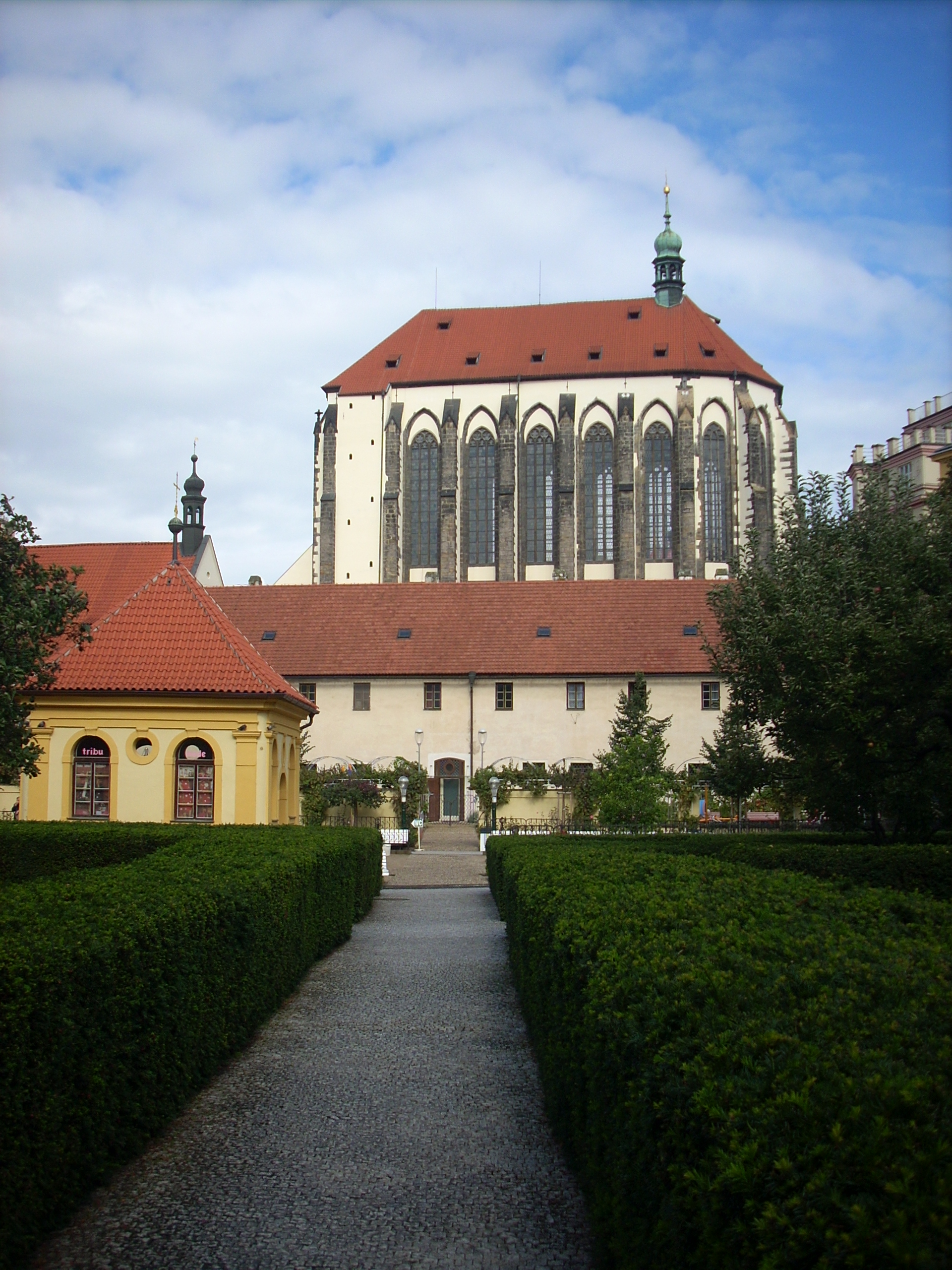
Церковь Девы Марии Снежной в Праге

Тут же в городское самоуправление были «избраны» ставленники Яна Желивского. Немцы-богачи и монастыри были разграблены, монахи перебиты, большинство немцев бежало из Праги. Восстание в Праге, организатором которого фактически явился Ян Желивский, было началом вооружённого этапа гуситского движения и последовавших войн.
Весной 1420 года, в условиях подготовлявшегося императором Сигизмундом крестового похода против гуситской Чехии, Ян Желивский добился присоединения бюргерства Праги к гуситскому движению. Способствовал превращению столицы в неприступную крепость в борьбе против крестоносцев. Держал в своих руках пражский Новый город, стремился подчинить своей власти и Старе-Место Праги. В 1421 году, подчинив Праге ряд чешских городов, встал во главе революционных отрядов. Опираясь на бедноту, осуществлял в 1419‒1422 гг. в Праге революционную диктатуру.
В апреле 1420 года Ян Желивский добился объединения всех сил гуситов накануне Первого крестового похода против них. В 1421 году в ходе Чаславской ассамблеи был назначен вместе с Яном Пржибрамом консультантом у двадцати избранных провинциальных чиновников по религиозным вопросам. Уже в ноябре 1421 года Желивскому удалось организовать отстранение Пржибрама.
В 1421 участвовал в походах гуситов, некоторое время даже возглавлял гуситские отряды. В 1419—1422 годах укреплял в Праге позиции радикальных элементов, чем вызвал неприязнь со стороны более консервативно настроенного богатого бюргерства.
Совершенный 5 марта 1422 года в городском совете переворот позволил умеренным гуситам расправиться с деятелем гуситского революционного движения в Чехии Яном Желивским, который был приглашен в ратушу и казнён (или просто убит) в её дворе 9 марта 1422 года.